# Red5
Red5 é um aplicativo de servidor RTP em código aberto para o Flash escrito em Java que suporta:
- Streaming de Audio/Video (FLV e MP3)
- Gravação de Streaming de Cliente (somente FLV)
- Shared Objects
- Publicação em Tempo Real
- Remoting (AMF)

Red5 é semelhante ao Adobe Flash Media Server e Wowza Media Server, com a diferença que é em código aberto.

## Instalação
Atualmente as varias versões podem ser baixadas no Red5 Google Group
A versão 1.0. 1 é última versão estável que saiu em 14 January 2013. 

## Configuração e teste
- Após a instalação acesse http://localhost:5080/.
- Há a página de demos (http://localhost:5080/demos/), mas que só funcionam após instalar os serviços em http://localhost:5080/installer/.
- Então agora acesse http://localhost:5080/installer/ e terás a tela abaixo:

Selecione o aplicativo fitcDemo e clique em Install. Aguarde o Alert de concluído e vamos ao App.
No POST Compartilhando a webcam no Flex com FMS tem um aplicativo que usa o serviço do fitcDemo para compartilhar a câmera.
Para saber como este aplicativo funciona e obter o código fonte siga até o POST Compartilhando a webcam no Flex com FMS.